# 營地大街
營地大街（葡萄牙語：Rua dos Mercadores；古稱澳門大街、澳門街，又稱大街），是澳門最古老的街道之一，其北端在關前後街口由草堆街起，南端越過新馬路以後至天通街與紅窗門街之間，共長310米。

## 名稱由來
此條街道的官方名稱為大街，後又稱為營地大街，其名源於此地曾是軍隊紮營之地。但軍隊紮營原因的說法有三，其一此地曾是明朝軍隊紮營之地，以限制葡萄牙人之活動。其二是英法戰爭時期，英國藉口協助保護澳門免受法國入侵，曾強行在此駐紮而得名。其三是在十九世紀之初，由於海盜橫行，清政府曾駐紮兵營在此保護居民。另外，營地大街又稱澳門街，曾是澳門中外客商匯聚進行商業活動的街道，其葡文名稱Rua dos Mercadores（意即「商人街」）亦由此而來。

## 沿革
最早期的營地大街，是位於澳門半島西岸，附近一帶的許多水口（較深的水道）則供外國商船停泊上落貨物和上岸進行貿易。最初葡萄牙人獲准在澳門活動，並在1557年開始在澳門築屋居住，形成澳門半島南面海岸一條狹長地帶，即澳門街，也是當時澳門唯一的街道。後來隨貿易擴展，營地大街不單成為繁盛的貿易市場，亦可說是中國人與葡萄牙人之間一道非正式的分界線。澳門最早期只有營地大街作為商業街道，其後與關前街和草堆街組成繁盛的商業街區。後商賈們並同組成三街會館，供商人間聯絡感情和溝通商情。當時的清政府利用三街會館發佈公告，其後的澳葡政府亦以會館作為聯繫華人的唯一機關。
隨著時間的流逝，營地大街的地理位置亦由於沖積和填海造地成為內陸。昔日營地大街的重要商業地位已不再，但如今仍與新馬路、十月初五日街等共同構成澳門重要的商業購物區。

## 文化意涵
在珠江三角洲一帶流傳著「廣州城、香港地、澳門街」的說法，此澳門舊稱說明了澳門的空間和地位。而當中「澳門街」所指的，便是此歷史悠久的營地大街。由於營地大街曾是中國人與葡萄牙人之間一道非正式的分界線，故《澳門街道歷史考察研究》亦稱之為「文化與種族的分界線」。營地大街的文化涵意可想而知。

## 附近老店

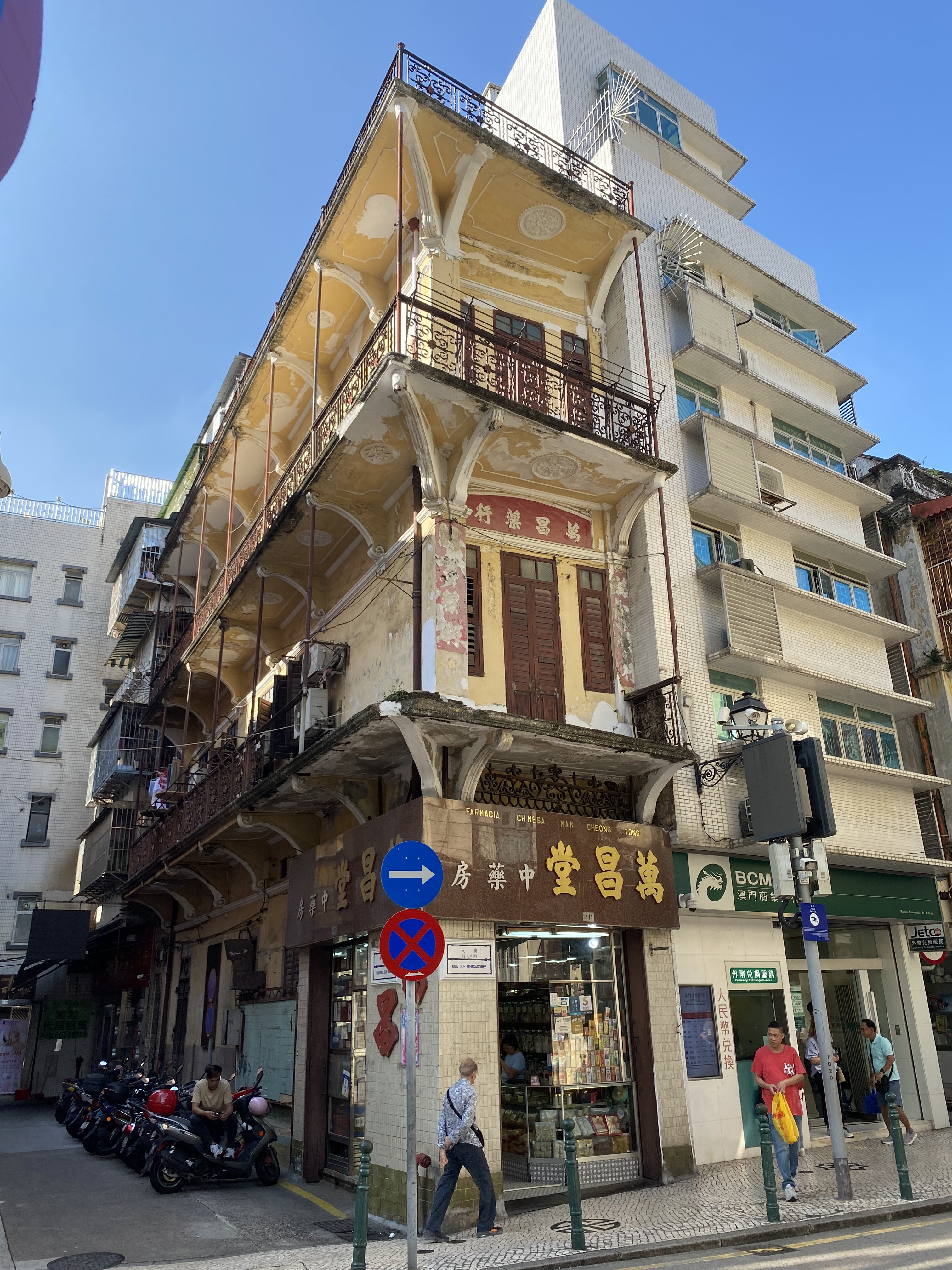
街道上的舊唐樓

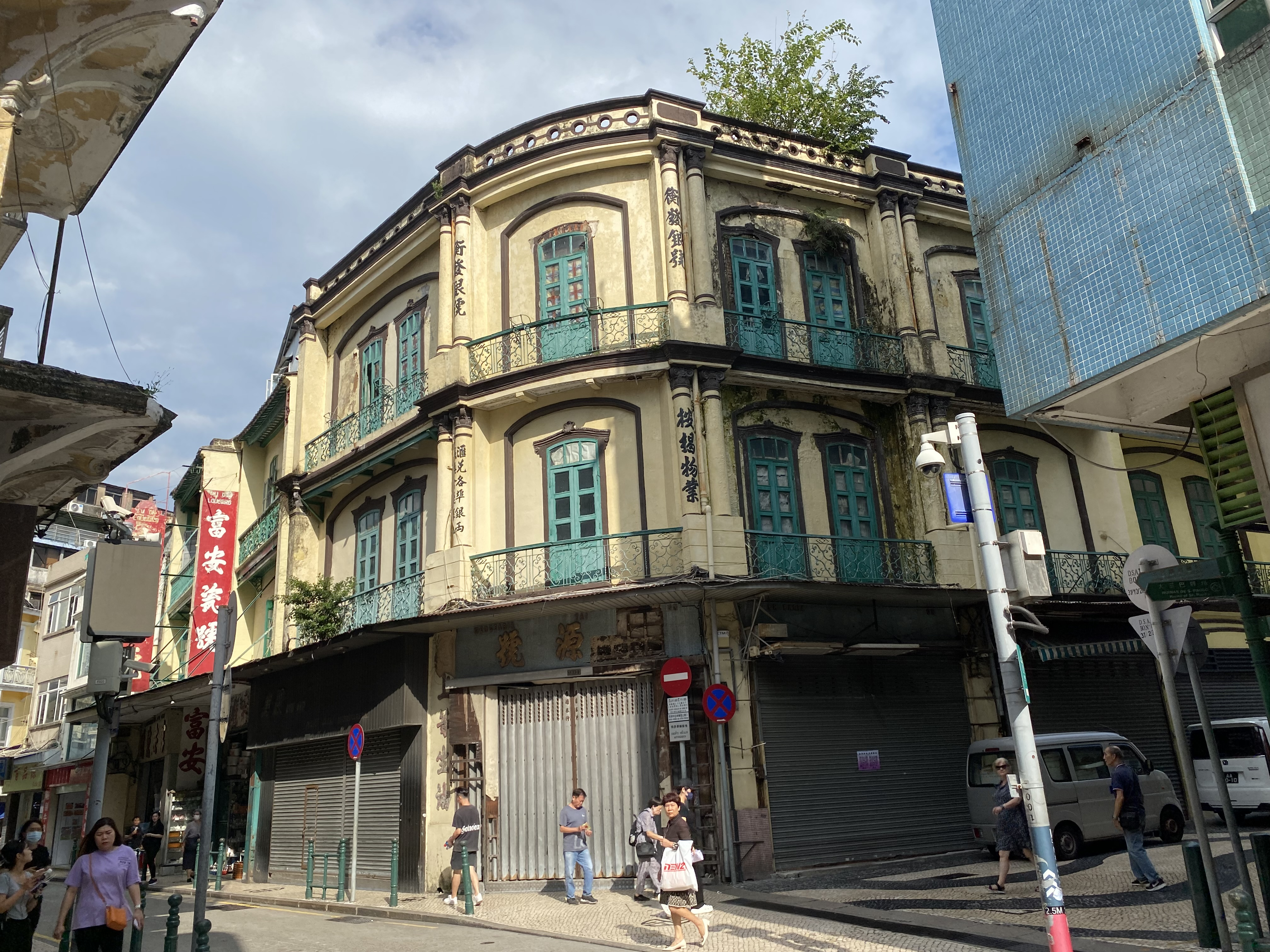
街道上的西洋建築

- 遠來餅家（1920年至1984年為大型茶樓，為當時眾多大型茶樓之一；後改為經營傳統餅食，原址於1994年被售出並已拆卸，現於原址對面繼續經營。詩人鄭妙珊為家族成員之一。）
- 金馬輪餅家／茶餐室
- 景然栈烧腊店
- 世界書局（已結業）
- 勝利茶餐廳
- 巧華機器洗衣（已結業）
- 新中央酒店
- 龍棧飯店（今新龍棧飯店）
- 煒記衣車公司

## 沿途主要街道
- 新馬路
- 草堆街

## 外部連結
- 《澳門街道的故事》，澳門培道中學歷史學會，2004。 ISBN 9993771066
- 澳門歷史建築群：三街會館（關帝廟）
- 全国文化信息资源共享工程：澳门街道概述 （页面存档备份，存于）
- 澳门风物志 ：古老营地大街掌故
- 澳門地理暨教育研究會—澳門歷史